# Gordon Downie
Gordon Hunter Downie (3 marzo 1955) è un ex nuotatore britannico.

## Carriera
Ha fatto parte della staffetta che ha vinto la medaglia di bronzo nella 4x200m stile libero alle Olimpiadi di Montréal 1976.

## Palmarès
- Giochi olimpici

Montréal 1976: bronzo nella 4x200m stile libero.
- Mondiali

Cali 1975: argento nella 4x200m stile libero e bronzo nella 4x100m stile libero.